# Geografia Dalekich Wysp Mniejszych Stanów Zjednoczonych

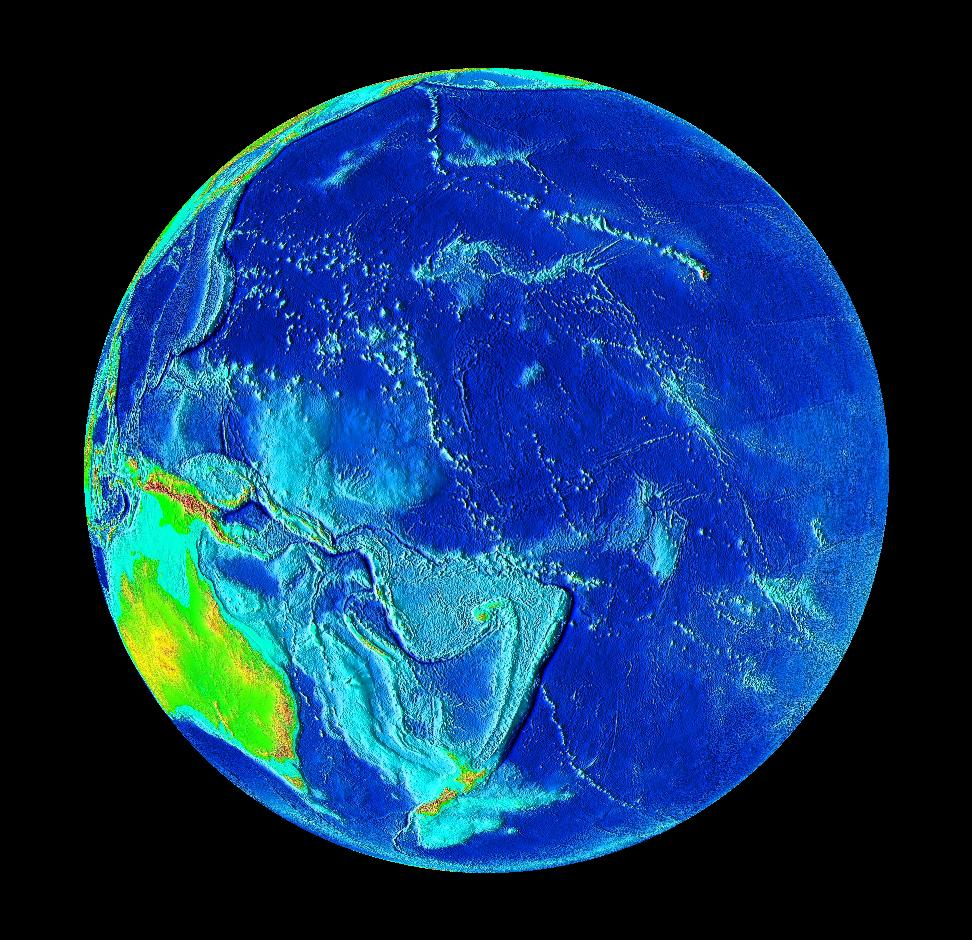
Wszystkie wyspy poza Navassą leżą na Pacyfiku

Dalekie Wyspy Mniejsze Stanów Zjednoczonych – zbiorcza nazwa zamorskich terytoriów należących do Stanów Zjednoczonych Ameryki. Terytoria te są niewielkimi wyspami i atolami leżącymi na Oceanie Spokojnym, z wyjątkiem Navassy, która leży na Morzu Karaibskim. Wyspy te mają różny status prawny, większość z nich jest niezamieszkana.

## Wyspy należące do Stanów Zjednoczonych
| Wyspa    | Powierzchnia | Ludność  |
| Baker    | 1,64 km²     | –        |
| Howland  | 1,6 km²      | –        |
| Jarvis   | 4,5 km²      | –        |
| Johnston | 2,63 km²     | –        |
| Kingman  | 0,01 km²     | –        |
| Midway   | 10 km²       | ~40 osób |
| Navassa  | 5,2 km²      | –        |
| Palmyra  | 12 km²       | 11 osób  |
| Wake     | 6,5 km²      | –        |

## Baker

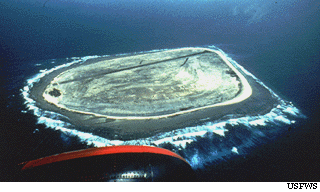
Wyspa Baker

Niewielka wyspa Baker leży w centralnej części Oceanu Spokojnego, na 0°11′41″ N i 176°28′46″ W.
Ukształtowanie poziome i pionowe, geologia
Wyspa jest zbudowana z koralowców na wierzchołku podmorskiego, wygasłego wulkanu. Jej powierzchnia charakteryzuje się znaczną przepuszczalnością. Jest nizinna, płaska, najwyższy punkt znajduje się na wysokości 8 m n.p.m. Długość linii brzegowej wynosi 4,9 km, wybrzeże jest niskie i słabo urozmaicone (brak półwyspów itp.) Wyspę otacza wąski pas raf koralowych.
Klimat i wody
Wyspa leży w strefie klimatu równikowego, jednak opady są tam niewielkie ze względu na słabe oddziaływanie pasatów. Temperatury typowe dla klimatu równikowego, ze średnią roczną 24 °C. Różnice w skali rocznej są niewielkie. Wyspa cechuje się dużym nasłonecznieniem.
Całkowity brak sieci rzecznej, na wyspie nie ma naturalnych źródeł wody słodkiej.
Flora i fauna
Szata roślinna wyspy jest dość uboga, na wyspie nie ma subtropikalnych lasów, ani pojedynczych drzew. Powszechna jest roślinność krzaczasta i trawiasta. Wyspę otaczają rafy koralowe.
Wyspa stanowi Rezerwat Dzikiej Przyrody Wyspy Baker (Baker Island National Wildlife Refuge) obejmujący całe terytorium wyspy oraz otaczające ją wody o powierzchni 123,45 km². Zarządzany jest przez Służbę Stanów Zjednoczonych ds. Zasobów Połowowych i Dzikiej Przyrody (United States Fish and Wildlife Service).
Świat zwierząt ogranicza się do ptaków morskich, mających na Baker Island kolonie lęgowe. Wyspa jest miejscem bytowania wielu gatunków ptaków zagrożonych wyginięciem. Na wyspie występują żółwie morskie.

## Howland

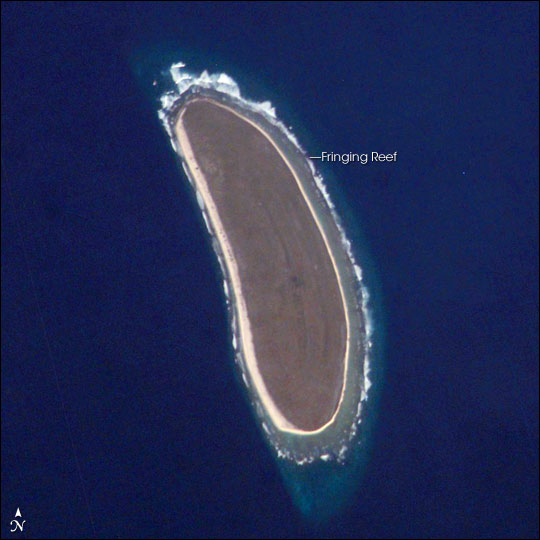
Wyspa Howland

Wyspa Howland znajduje się w centralnej części Oceanu Spokojnego, niecałe 70 km na północ od wyspy Baker, na 0°48'07” N i 176°38'3” W.
Ukształtowanie poziome i pionowe, oraz geologia
Wyspa Howland, podobnie jak Baker, znajduje się na podmorskim, wygasłym stożku wulkanicznym i jest zbudowana z koralowców. Podłoże wyspy, jak na innych wyspach koralowych i atolach, jest łatwo przepuszczalne. Jest płaska i wybitnie nizinna. Jej najwyższy punkt znajduje się na wysokości 6 m n.p.m. Wyspa ma podłużny kształt, jest pozbawiona półwyspów i innych urozmaiceń linii brzegowej, której długość wynosi 6,4 km. Howland otacza wąski pas raf koralowych.
Klimat i wody
Wyspa leży w strefie klimatu równikowego i jak Baker Island, cechuje się suchym klimatem. Klimat kształtowany jest przez pasaty wiejące z południowego wschodu. Temperatury są typowe dla klimatu równikowego, ale dość łagodne ze względu na wiejące ze wschodu wiatry. Pogoda na Howland Island cechuje się wysokim nasłonecznieniem.
Brak wód powierzchniowych, co jest związane z budową podłoża oraz niskim poziomem opadów deszczu.
Flora i fauna
Szata roślinna jest uboga. Ogranicza się do traw i roślin krzewiastych. Pierwotnie na wyspie rosły drzewa Cordia subcordata zwane kou. Obecnie jest bezdrzewna.
Świat zwierząt jest ograniczony do ptaków morskich. Wyspa jest miejscem ich żerowania i lęgów. Poza ptakami na wyspie okresowo występują żółwie morskie.

## Jarvis

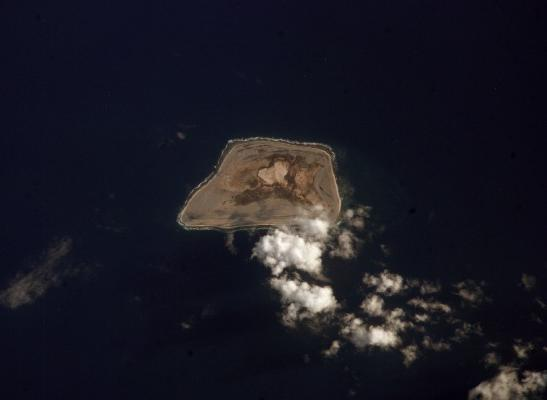
Wyspa Jarvis

Jarvis jest niewielką wyspą leżącą na południowy zachód od Kiribati. Wyspa leży na 0°22'S i 160°01'W.
Ukształtowanie poziome i pionowe, oraz geologia
Jarvis jest skalistą, koralową, płaską, nizinną wyspą, która powstała na wierzchołku dawnego, podmorskiego wulkanu. Jej podłoże uniemożliwia rozwój bujnej roślinności. Wierzchnia część podłoża jest piaszczysta. Najwyższy punkt znajduje się na wysokości 7 m n.p.m. Wyspa – jak wiele innych, niskich wysp koralowych – jest zagrożona zalaniem przez ocean w wyniku globalnego ocieplenia.
Klimat i wody
Jarvis leży na równiku, ale klimat wyspy jest suchy, ponieważ na region ten nie oddziałują pasaty, które na Pacyfiku i w innych regionach Ziemi przynoszą opady deszczu. Temperatury są dość wysokie w ciągu dnia i łagodne w nocy, wartościami odpowiadającymi bardziej strefie podrównikowej niż równikowej. Roczna amplituda jest niewielka. Poziom opadów jest niski, przez cały rok utrzymują się stałe, silne wiatry, które łagodzą wysokie temperatury. Wyspa cechuje się małą ilością dni pochmurnych.
Brak wód powierzchniowych, na wyspie nie ma jezior, ani cieków wodnych. Wyspa jest niezamieszkana.
Flora i fauna
Roślinność bardzo uboga, ogranicza się do traw i niewielkich krzewów. Świat zwierząt reprezentują głównie duże kolonie ptaków morskich. Wyspa jest miejscem żerowania i lęgu rybitw i innych gatunków ptaków morskich oraz wędrownych. Na wyspie bytują także różne gatunki zwierząt prowadzących wodno-lądowy tryb życia jak np. żółwie morskie.

## Johnston

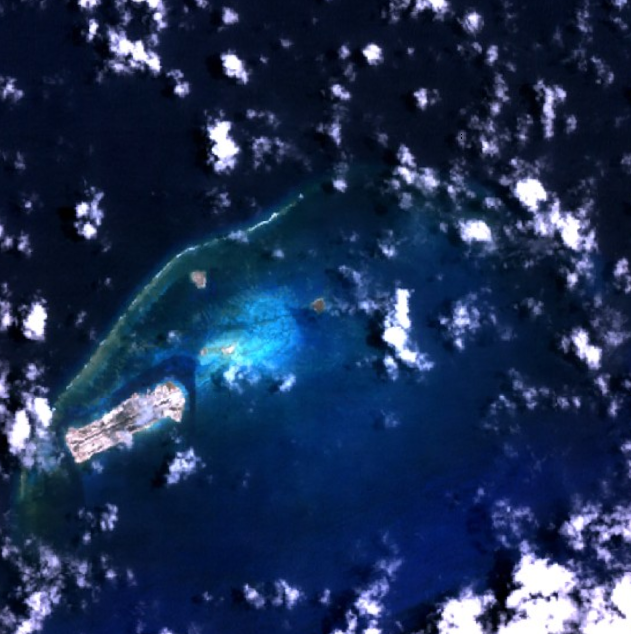
Atol Johnston

Johnston jest koralowym atolem, w skład którego wchodzą cztery wyspy, z których największa to Johnston Island. Leży ona w północnej części Oceanu Spokojnego, 1400 km na zachód od Hawajów, na 16°45'N i 169°31'W.
Ukształtowanie poziome i pionowe, geologia
Johnston jest atolem zbudowanym ze skał koralowych, otoczonym rafą koralową. Główna wyspa pierwotnie miała powierzchnię 19 ha. Obecnie w wyniku rozbudowy na potrzeby lotniska, Johnston Island ma powierzchnię 2,41 km². Do wyspy zaliczane są także trzy wysepki, a łączna powierzchnia tego terytorium wynosi 2,67 km². Wyspy są płaskie i niskie, a najwyższy punkt, Summit Peak, wznosi się na wysokość 5 m n.p.m. Wybrzeże największej wyspy zostało całkowicie zmienione przez człowieka.
Klimat i wody
Wyspy leżą strefie klimatu podrównikowego, który cechuje się niskim poziomem opadów deszczu. Pogodę kształtują północno-wschodnie pasaty. Temperatury typowe dla klimatu równikowego z niewielkimi wahaniami rocznymi.
Brak wód powierzchniowych. Wody gruntowe są zasolone.
Flora i fauna
Roślinność jest uboga, brak drzew. Występuje roślinność trawiasta i krzaczasta. Należy zwrócić uwagę na to, iż na głównej wyspie roślinność została prawie całkowicie wyniszczona. Prawie całą przeobrażoną powierzchnię wyspy zajmuje lotnisko. W wodach oblewających obszar Johnston znajdują się rafy koralowe.
Świat zwierząt ogranicza się do ptaków morskich i migrujących ptaków brodzących. Poza ptakami na wyspach spotkać można żółwia zielonego.

## Midway

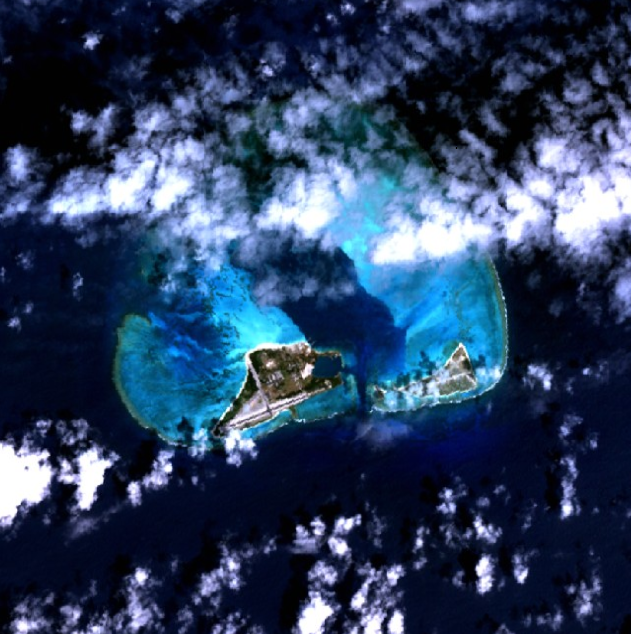
Atol Midway

Midway stanowi kompleks koralowych wysp i atoli tworzących archipelag ciągnący się na długości około 750 km. Leżą one w północnej części Oceanu Spokojnego, a główna wyspa Sand leży na 28°12'N i 177°22'W.
Ukształtowanie poziome i pionowe, geologia
Wyspy stanowią atol na północno-zachodnim skraju archipelagu Hawajów. W jego skład wchodzą trzy większe wyspy i kilkadziesiąt małych wysepek koralowych. Główne wyspy to: Sand Island o powierzchni 1,2 km², Eastern Island o powierzchni 0,33 km² i Spit Island o powierzchni 15 ha. Najdalej na wschód wysuniętą wyspą jest Laysan Island o powierzchni 4,11 km² Wyspy zbudowane są ze skał koralowych i są częścią łańcucha dawnych wysp wulkanicznych, na których powstały atole i koralowe wyspy. Wulkaniczne góry, na których powstały wyspy, wyłoniły się około 27 mln lat temu. Wszystkie wyspy są wybitnie nizinne i płaskie. Średnia wysokość na poziomie morza wynosi około 5 m.
Klimat i wody
Wyspy znajdują się w strefie zwrotnikowego morskiego klimatu, kształtowanego przez północno-wschodnie pasaty. Temperatury cechują się dużymi, jak na obszar morski, wahaniami. Latem średnie wartości wynoszą się od 21 °C do około 30 °C, gdzie noce są chłodne. Zimą średnie wartości wynoszą 19-22 °C. Najniższa zanotowana temperatura miała wartość 13 °C. Opady są dość niskie i średnia roczna wynosi 420 mm. Największe opady notuje się zimą, ale zasadniczo w ciągu całego roku mogą zdarzać się opady. Klimat jest dość suchy.
Wody powierzchniowe są bardzo ograniczone, a na większości wysp, szczególnie na atolach, wody powierzchniowe nie istnieją. Wody gruntowe często są zasolone.
Flora i fauna
Roślinność wysp jest dość uboga, przeważają trawy i roślinność krzewiasta. Na większych wyspach, przede wszystkim na Laysan Island, występują zbiorowiska palm i paproci.
Midway odwiedza rocznie prawie trzy miliony ptaków. Są to głównie ptaki wędrowne. Wyspy są przystankiem dla albatrosów. Na brzegach wysp występują także gatunki zwierząt prowadzących wodno-lądowy tryb życia, m.in. żółwi morskich. W obrębie raf koralowych liczne są różne gatunki ryb, kalmarów, ośmiornic i skorupiaków.

## Navassa
Navassa jest terytorium Stanów Zjednoczonych leżącym na Morzu Karaibskim.

## Palmyra

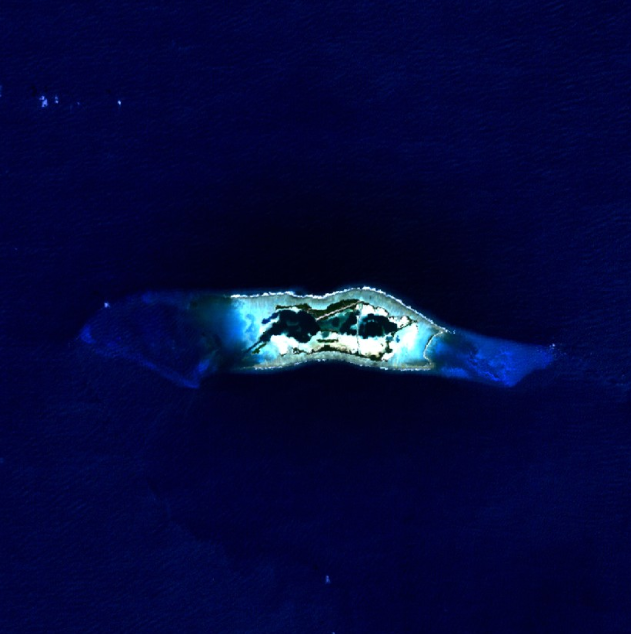
Atol Palmyra

Palmyra jest atolem koralowym, leżącym w północnej części Oceanu Spokojnego w archipelagu Sporad Środkowopolinezyjskich, na południe od Hawajów, w połowie drogi między nimi a Samoa Amerykańskim. Palmyra leży na 5°53'N i 162°04'W.
Ukształtowanie poziome i pionowe, geologia
Palmyra jest koralowym atolem o podłużnym kształcie. Wewnątrz znajdują się dwie płytkie laguny. Atol leży na podmorskiej górze i zbudowany jest ze skał koralowych. Jak pozostałe atole i wyspy koralowe, powstał w okresie czwartorzędu, po wypiętrzeniu się podmorskich gór i stożków wulkanicznych. Palmyra jest wybitnie nizinnym atolem, ale cechującym się stosunkowo dużymi wysokościami nad poziom morza. Największe wyspy, a jest ich około 50, wznoszą się średnio na wysokość 12–15 m n.p.m. Mniejsze wysepki wznoszą się na 5–6 m n.p.m. Linia brzegowa ma 14,5 km długości, wybrzeże przeważnie jest piaszczyste.
Klimat i wody
Atol leży w strefie wilgotnego klimatu równikowego i znajduje się w strefie niskiego ciśnienia, w tzw. konwergencji międzyzwrotnikowej. Na klimat wpływ mają ciepłe prądy okołorównikowe i wiatry wiejące przeważnie ze wschodu. Temperatury są typowe dla klimatu równikowego, bez wyraźnych różnic w ciągu roku oraz między dniem a nocą. Średnie temperatury wynoszą 26-29 °C. Poziom opadów jest wysoki, osiągając wartość 4000 – 5000 mm rocznie.
Wody powierzchniowe są ograniczone, ze względu na budowę podłoża. Atol Palmyra pokryty jest łatwo przepuszczalnymi glebami piaszczystymi.
Flora i fauna
Szata roślinna jest dobrze zachowana, znaczną część wyspy pokrywają subtropikalne lasy z takimi gatunkami, jak powszechnie rosnąca na wysepkach palma kokosowa, a także Scaevola i pisonie. Liczne są rafy koralowe stwarzające dogodne warunki do rozwoju fauny morskiej. W skład flory wchodzą także pandanusy, paprocie i winorośla
Wśród fauny morskiej występują liczne gatunki skorupiaków (kraby kokosowe i lądowe), płaszczki, rekiny i wiele gatunków ryb. Liczne ptaki morskie i wędrowne, dla których Palmyra jest przystankiem.

## Wake

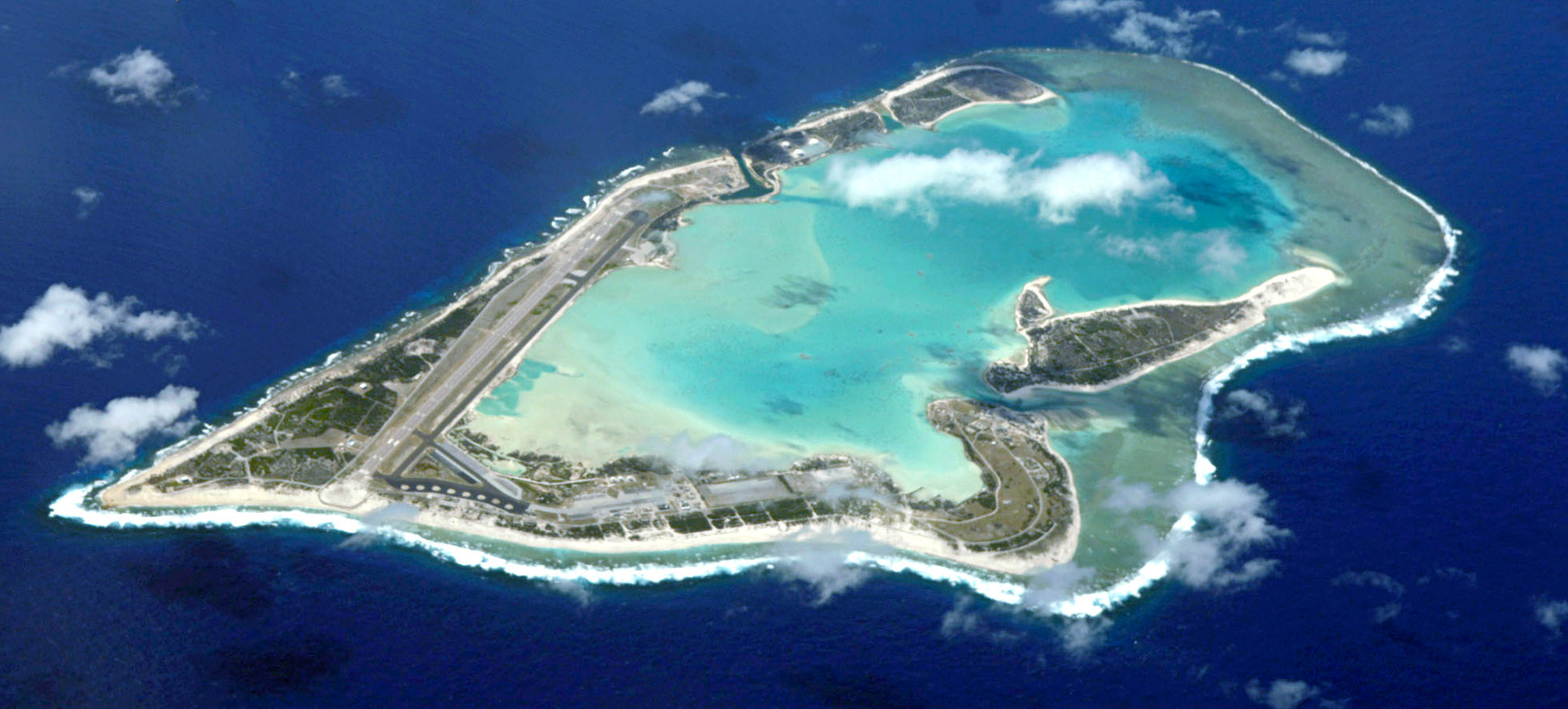
Wake

Wake jest atolem koralowym, usytuowanym w zachodniej części Oceanu Spokojnego i składa się z trzech niewielkich wysepek. Wake leży na 19°18'N i 166°38'E.
Ukształtowanie poziome i pionowe, geologia
Atol Wake, o powierzchni 6,5 km², znajduje się na podmorskiej górze.2 Wykształcił się w okresie czwartorzędu i jest zbudowany głównie z wapieni koralowych i jest przykryty piaszczystymi glebami. Wyspy są płaskie i wybitnie nizinne o średniej wysokości 3 m n.p.m., z najwyższym punktem na wysokości 6 m n.p.m. Linia brzegowa ma długość 33,8 km, wybrzeże jest piaszczyste. Wyspę otacza bariera raf koralowych.
Klimat i wody
Atol leży w strefie klimatu podrównikowego o dość suchym charakterze. Poziom opadów jest niski (poniżej 1000 mm rocznie). Występują dwie pory: sucha od grudnia do kwietnia i deszczowa od kwietnia do grudnia. Temperatury wysokie, średnia roczna 28-29 °C, bez wyraźnych wahań rocznych. Maksymalne wartości sięgają 322C. W czasie burzy i sztormu jest chłodno. Wake jest czasami nawiedzany przez tajfuny, niekiedy o niszczycielskim charakterze. Tajfun o prędkości wiatru prawie 300 km/h był powodem ewakuacji personelu amerykańskiej bazy wojskowej w 2006 roku.
Brak wód powierzchniowych, podobnie jak na pozostałych atolach. Wody gruntowe są zazwyczaj zasolone.
Flora i fauna
Szata roślinna jest dość uboga i w wielu miejscach wyniszczona (obszar zajęty przez bazę wojskową). Wyspy otaczają rafy koralowe. Charakterystycznym drzewem jest palma kokosowa, liczne są subtropikalne formacje krzewiaste, a także kolczaste krzewy.
Fauna ogranicza się do ptactwa morskiego i zwierząt żyjących w oceanie.